# Castigos y ejemplos de Catón
Castigos y ejemplos de Catón es una obra del mester de clerecía de la segunda mitad del siglo XIII.

## Origen y contenido
Anónima, está escrita en cuaderna vía, y su contenido aparece ligado a la literatura gnómica y sapiencial de la Edad Media, pues se trata en realidad de una refundición de una obra medieval anterior atribuida falsamente al romano Catón, el llamado pseudo-Catón:
Todo hombre que quisiere ser bien enseñado,
en aqueste mi romance ponga su cuydado,
que si él bien guardare lo que aquí es mandado
puede ser bien dichoso y bien aventurado
Construida a través del tópico literario del puer-senex, la obra fue conocida sobre todo durante los siglos XVI y XVII, en que se divulgó en forma de pliegos sueltos y se hicieron algunas ediciones impresas e íntegras de la misma: la de Medina del Campo (Pedro de Castro, 1543) y la de Barcelona (Miguel de C., 1609).